# Viva Communications
Viva Communications, Inc. (também conhecido como Viva Entertainment, Inc. ou simplesmente Viva) é um conglomerado privado multinacional filipino com sede em Ortigas Center, Pasig. Foi fundada em 1981 por Vic del Rosario Jr. e sua irmã Tess Cruz.

## História
A Viva Communications foi fundada em 11 de novembro de 1981 por Vic del Rosario Jr. e Tess Cruz, inicialmente incorporada como Viva Films, um estúdio de produção cinematográfica localizado na cidade de Quezon para produzir filmes. Ao longo dos anos, a empresa separou outras empresas fora do cinema, incluindo Viva Records em 1982, Viva Television em 1986, Viva Artists Agency em 1997, Viva Publishing Group em 2013 e Viva Foods em 2016.
No início de 2020, a empresa lançou dois serviços de streaming de vídeo sob demanda, Vivamax (2021) e Viva One (2023).

## Subsidiárias
- Studio Viva
- Ultimate Entertainment
  - Halo-Halo Radio
- Viva Films
- Viva International Food and Restaurants, Inc.
  - Botejyu[6]
  - Paper Moon Cake Boutique
  - Pepi Cubano
  - Yogorino
  - Wing Zone
- Viva International Pictures
- Viva Music Group, Inc.
  - Viva Records
  - Vicor Music
  - Ivory Music and Video
- Viva Publishing Group, Inc.
  - Viva PSICOM Publishing Corporation
  - Viva Starmometer Publishing Corporation
  - VRJ Books Publishing
- Viva Video, Inc.

## Divisões
- Viva Artists Agency[7]
- Viva Cable TV
  - Pinoy Box Office
  - Viva Cinema
  - Sari-Sari Channel (co-propriedade com TV5)
  - Celestial Movies Pinoy (co-propriedade com Celestial Tiger Entertainment)
  - Tagalized Movie Channel (co-propriedade com MVP Entertainment)
  - Viva TV (canal internacional)
- Viva Digital
  - Oomph TV
  - Vivamax[4]
  - Viva One (anteriormente Viva Prime)[5]
- Viva Interactive
- Viva Live
- Viva Sports